# Стил, Мишель
Мишель Стил (англ. Michael Steele, при рождении Сьюзан Томас (англ. Susan Thomas); род. 2 июня 1955, Пасадена) — американская певица и бас-гитаристка, участница коллективов The Runaways и The Bangles.

## Биография
В 1975 году под псевдонимом Микки Стил вошла в первый состав группы The Runaways, однако продержалась там всего несколько месяцев, успев записать лишь демоверсию песни «Born to Be Bad». Впоследствии играла в нескольких группах, среди которых были Elton Duck, Slow Children и Snakefinger. В 1983 году Мишель приняла предложение войти в состав группы The Bangles вместо покинувшей коллектив Аннет Зилинскас.
В составе The Bangles Стил приняла участие в записи трёх альбомов 80-х годов. Если на диске All Over the Place её участие ограничилось партиями бас-гитары и бэк-вокалом, то на альбоме Different Light (1986) Мишель исполнила партию основного вокала в двух песнях: «September Gurls» (кавер-версия песни группы Big Star) и «Following» (её собственная композиция, в которой она также играет на акустической гитаре), а также спела второй куплет одного из главных хитов группы — «Walk Like an Egyptian». В альбоме «Everything» (1988) ведущий вокал Стил звучит в трёх песнях: «Complicated Girl», «Something to Believe In» и «Glitter Years».
После распада группы в 1989 году Мишель принимала участие в коллективах Вики Питерсон Psycho Sisters и Continental Drifters, а затем в группах Crash Wisdom и Eyescore.
После воссоединения The Bangles в 1999 году Стил записала в их составе альбом Doll Revolution (2003), в который вошли три её песни: «Nickel Romeo», «Song for a Good Son» и «Between the Two», однако вскоре после этого покинула группу.

## Дискография

### The Bangles
- All Over the Place (1984)
- Different Light (1986)
- Everything (1988)
- Doll Revolution (2003)